# يوليوس إنجل
يوليوس إنجل (بالألمانية: Julius Engel)‏ هو قاضي وسياسي ألماني، ولد في 27 أغسطس 1842 في ألمانيا، وتوفي في 2 أبريل 1926 بهامبورغ في ألمانيا. انتخب عضو البرلمان هامبورغ.